# 20 tháng 11
Ngày 20 tháng 11 là ngày thứ 324 trong mỗi năm thường (thứ 325 trong mỗi năm nhuận). Còn 41 ngày nữa trong năm.

## Sự kiện
- 284 – Diocletianus được chọn làm Hoàng đế của Đế quốc La Mã.
- 1468 – Cuốn sách Tirant lo Blanc của Joanot Martorell được xuất bản lần đầu tiên.
- 1700 – Đại chiến Bắc Âu: Trong Trận Narva, nhà vua Thụy Điển Karl XII đánh bại Nga hoàng Pyotr Đại đế ở Narva (thuộc Estonia ngày nay).
- 1789 – New Jersey trở thành tiểu bang Hoa Kỳ đầu tiên thông qua bản Tuyên ngôn nhân quyền Hoa Kỳ.
- 1759 – Chiến tranh Bảy năm: Quân Áo đánh tan một đạo quân Phổ trong trận đánh tại Maxen và bắt được đạo quân này.
- 1820 – Cá nhà táng nặng 73 tấn đánh tàu bắt cá voi Essex (chạy từ Nantucket, Massachusetts) xa bờ biển tây của Nam Mỹ hơn 3.000 km. Sự kiện này đã tạo cảm hứng cho nhà văn Herman Melville viết nên tác phẩm Moby–Dick xuất bản năm 1851.
- 1873 – Chiến tranh Pháp-Đại Nam: quân Pháp giành thắng lợi trước quân Nguyễn trong trận thành Hà Nội, Nguyễn Tri Phương trọng thương.
- 1974 – Chuyến bay Lufthansa 540 rơi và bốc cháy ngay sau khi rời đường băng cất cánh tại Nairobi, Kenya.
- 1985 - Microsoft phát hành Windows 1.0
- 1989 – Đại hội đồng Liên Hợp Quốc phê chuẩn Công ước về Quyền trẻ em.
- 1998 – Nga phóng mô đun Zarya từ Sân bay vũ trụ Baykonur ở Kazakhstan, là mô đun đầu tiên của Trạm vũ trụ Quốc tế được phóng.

## Sinh
- 270 – Maximinus II, hoàng đế La Mã (m. 313)
- 809 – Lý Ngang, tức Văn Tông, hoàng đế của triều Đường, tức 10 tháng 10 năm Kỉ Sửu (m. 840)
- 939 – Triệu Khuông Nghĩa, tức Thái Tông, hoàng đế của triều Tống, tức ngày Giáp Thìn (7) tháng 10 năm Kỉ Hợi
- 944 – Phạm Cự Lạng, nhân vật quân sự và chính trị nhà Đinh, nhà Tiền Lê (m. 984)
- 1602 – Otto von Guericke, nhà vật lý học người Đức (m. 1686)
- 1750 – Tippu Sultan, sĩ quan quân đội và quốc vương Ấn Độ (m. 1799)
- 1761 – Giáo hoàng Piô VIII (m. 1830)
- 1858 – Selma Lagerlöf, tác gia người Thụy Điển, đoạt giải Nobel Văn học (m. 1940)
- 1869 – Zinaida Nikolaevna Gippius, tác gia người Nga (m. 1945)
- 1886 – Karl von Frisch, nhà động vật học người Áo, đoạt giải Nobel (m. 1982)
- 1889 – Edwin Hubble, nhà thiên văn học người Mỹ (m. 1953)
- 1912 – Otto von Habsburg, con của Hoàng đế Karl I của Áo (m. 2011)
- 1915 – Hồ Diệu Bang, chính trị gia Trung Quốc, Tổng bí thư Đảng cộng sản Trung Quốc (m. 1989)
- 1920 - Phạm Xuân Chiểu, trung tướng Quân lực Việt Nam Cộng hòa (mất 1988)
- 1923 – Nadine Gordimer, tác gia và nhà hoạt động Nam Phi, đoạt giải Nobel Văn học
- 1924 – Benoît Mandelbrot, nhà toán học người Pháp–Mỹ gốc Ba Lan (m. 2010)
- 1925 – Robert F. Kennedy, chính trị gia người Mỹ, Bộ trưởng Tư pháp thứ 64 của Hoa Kỳ (m. 1968)
- 1926
  - Andrew Schally, nhà nội tiết học người Ba Lan, đoạt giải Nobel
  - Tôn Thất Đính, tướng lĩnh và chính trị gia người Việt Nam (m. 2013)
- 1927 – Mikhail Alexandrovich Ulyanov, diễn viên Nga, Nghệ sĩ Nhân dân Liên Xô (m. 2007)[1]
- 1929 – Đỗ Cao Trí, tướng lĩnh người Việt Nam (m. 1972)
- 1937 – Viktoria Samoylovna Tokareva, nhà soạn kịch người Nga
- 1942 – Joe Biden, chính trị gia người Mỹ, Tổng thống thứ 46 của Hoa Kỳ
- 1946 – Trương Cao Lệ, chính trị gia Trung Quốc
- 1951 – Nguyễn Ngọc Thiện, nhạc sĩ người Việt Nam
- 1953 – Nguyễn Quốc Quân, nhà hoạt động chính trị người Việt Nam
- 1959 – Sean Young, diễn viên người Mỹ
- 1963 – Timothy Gowers, nhà toán học người Anh
- 1965 – Yoshiki, nhạc sĩ, người viết ca khúc, nhà sản xuất âm nhạc Nhật Bản
- 1968 – Châu Sơ Minh, diễn viên người Singapore
- 1971 – Joel McHale, diễn viên và nhà sản xuất người Mỹ
- 1983 - Minh Beta, tác giả bài hát Việt Nam ơi!
- 1984 – Justin Hoyte, cầu thủ bóng đá người Anh
- 1989 – 
  - Cody Linley, diễn viên và ca sĩ người Mỹ
  - Ái Phương, nữ ca sĩ, nhạc sĩ, người mẫu, người dẫn chương trình người Việt Nam
- 1992 – Ishimura Maiha, ca sĩ người Nhật (Berryz Kobo)
- 2000 – Connie Talbot, ca sĩ người Anh

## Mất
- 1316 – Quốc vương Jean I của Pháp (s. 1316)
- 1764 – Christian Goldbach, nhà toán học Phổ (s. 1690)
- 1873 – Nguyễn Lâm, quý tộc và danh tướng Việt Nam (s. 1844)
- 1882 – Henry Draper, bác sĩ và nhà thiên văn học nghiệp dư người Mỹ (s. 1837)
- 1883 – Tenshōin, chính thất của Tướng Quân Tokugawa Iesada tại Nhật Bản (s. 1836)
- 1899 – Wilhelm von Heuduck, tướng lĩnh Phổ (s. 1821)
- 1910 – Lev Nikolayevich Tolstoy, tác gia người Nga (s. 1828)
- 1931 – Lý Tự Trọng, nhà cách mạng trẻ tuổi người Thái Lan gốc Việt (s. 1914)
- 1945 – Francis William Aston, nhà hóa học người Anh, đoạt giải Nobel (s. 1877)
- 1949 – Wakatsuki Reijirō, chính trị gia người Nhật, Thủ tướng thứ thứ 25 và 28 của Nhật Bản (s. 1866)
- 1975 – Francisco Franco, nhà độc tài Tây Ban Nha (s. 1892)
- 1980 – John McEwen, chính trị gia Úc, Thủ tướng thứ 18 của Úc (s. 1900)
- 1992 – Trần Thị Lý, quân nhân người Việt Nam (s. 1933)

## Những ngày lễ và ngày kỷ niệm
- Ngày Thiếu nhi Thế giới
- Việt Nam: Ngày Nhà giáo Việt Nam